# Казанская губернская земская управа
Казанская губернская земская управа — исполнительный орган Казанского губернского земского собрания Казанской губернии.

## История
Казанская губернская земская управа была учреждена 31 декабря 1865 г. на основании Положения о губернских и уездных земских учреждениях от 1 января 1864 г., как исполнительный орган Казанского губернского земского собрания. Упразднена по решению IV Казанского губернского съезда крестьянских депутатов от 1 апреля 1918 г.

## Председатели
С июня 1917 г. по январь 1918 г. председателем Казанской губернской земской управы был Н. В. Никольский, исполнявший также обязанности губернатора Казанской губернии (при Временном правительстве председатели губернских земских управ исполняли обязанности губернаторов).